# Lucilla Andreucci
Lucilla Andreucci (* 19. Dezember 1969 in Rom) ist eine italienische Langstreckenläuferin, die sich auf den Marathon spezialisiert hat.
1998 siegte sie beim Venedig-Marathon, 2000 beim Mailand-Marathon in ihrer persönlichen Bestzeit von 2:29:43 und 2003 beim Vienna City Marathon sowie beim Venedig-Marathon.
Beim Marathon der Leichtathletik-Weltmeisterschaften 2003 belegte sie Platz 41 und beim Marathon der WM 2007 Platz 48.